# La Voie cheyenne
La Voie cheyenne est un livre des Étasuniens Karl Nickerson Llewellyn et E. Adamson Hoebel (en) paru en 1941, relatant leur enquête d'anthropologie juridique auprès des Cheyennes. Une traduction en français par Louis Assier-Andrieu est parue en 1999. Le livre est influencé par le réalisme juridique américain. Inspirés entre autres par Max Weber, les auteurs ont cherché à donner une description du droit cheyenne qui soit précise et technique, sans les considérer comme de simples indices d'une évolution générale de l'humanité. Pour cela, Llewellyn et Hoebel ont interrogé des personnes cheyennes dans une réserve indienne, pour qu'ils leur racontent leurs souvenirs de cas où des gens avaient du être jugés au sein de leur communauté. Ils ont recueilli des témoignages sur une cinquantaine de cas qui avaient posé des difficultés particulières, tous datant d'au moins soixante ans avant l'enquête. À partir de ces trouble cases, ils ont déduit des règles, des jurisprudences, et leurs applications particulières aux différentes situations. Ce livre a eu un impact important sur les études postérieures qui ont utilisé la méthode de l'analyse jurisprudentielle des cas. Claude Lévi-Strauss reconnaît quelques mérites à l'ouvrage, mais regrette un simplisme qu'il qualifie de « dévergondage intellectuel ». Bronisław Malinowski quant à lui relève quelques extravagances, mais note que les auteurs ont réalisé des avancées considérables pour l'étude de ce qui est encore appelé à l'époque le droit primitif.